# 김형진 (축구 선수)
김형진(金炯進, 1993년 12월 20일~)은 대한민국의 축구 선수로,  경남 FC에서 수비수으로 활동하고 있다.

## 구단 경력

### 대전 시티즌
2016년 대전 시티즌에서 프로에 데뷔하여 14경기에 출전했다

### FC 안양
2016 시즌 종료 후 자신의 고향팀인 FC 안양과 입단 계약을 체결한 뒤 현재까지도 FC 안양의 핵심 수비수로 활약 중이며 특히 2019년 K리그2에서는 리그 31경기에 출전하며 창단 첫 플레이오프 진출에 기여했고 2021년 K리그2에서는 서울 이랜드와의 34라운드 경기에서 통산 125경기를 출전하며 종전 김원민의 최다 출전 기록인 124경기를 뛰어넘어 안양 소속 최다 출전 기록을 경신했다.
그리고 2021 시즌에서 안양의 창단 첫 정규리그 2위 및 2년만의 플레이오프 진출에 기여했고 2022년 K리그2에서는 부산 아이파크와의 5라운드에서 선제골이자 결승골을 터뜨리며 1-0 승리를 이끌었음에도 전방십자인대가 파열되는 부상으로 수술과 재활을 거친 뒤 경남 FC와의 리그 최종전 원정 경기에서 복귀전을 치르며 팀의 통산 3번째 플레이오프 진출을 이끌었다.
이후 플레이오프에서 경남과 0-0으로 비겼지만 정규리그 순위에서 경남을 앞서며 리그 최종 3위로 창단 첫 승강 플레이오프에 올랐고 홈에서 열린 수원 삼성 블루윙즈와의 승강 플레이오프 1차전에서는 0-0 무승부로 선전했지만 수원 원정에서 열린 플레이오프 2차전에서는 1-1로 맞서 있던 상황에서 오현규에게 결승골을 얻어맞으며 창단 첫 K리그1 승격에는 실패했다.

## 수상

### 구단
FC 안양
- K리그2 : 3위 (2019, 2021, 2022)